# Stadtbus Melle

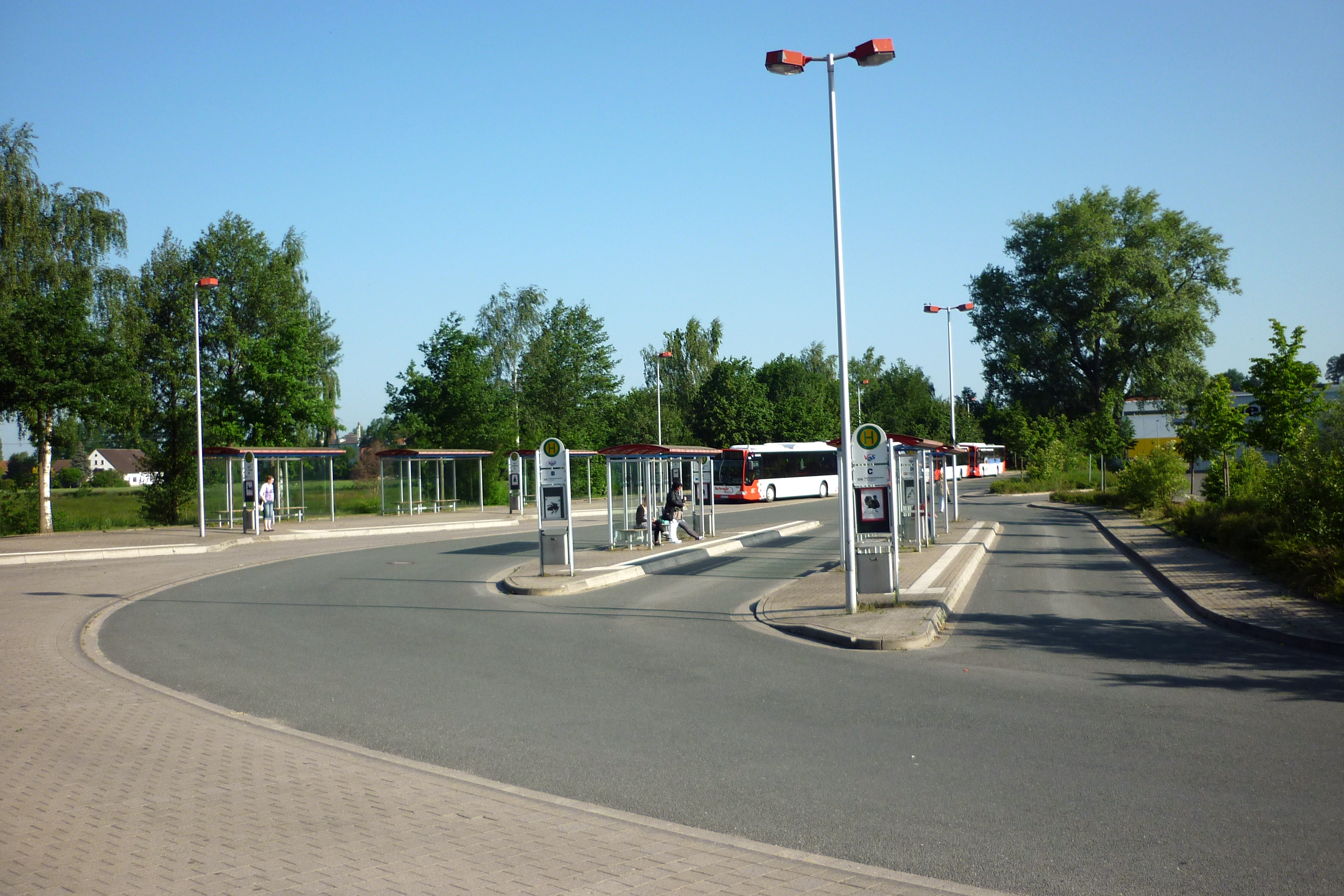
Busbahnhof Melle ZOB

Der Stadtbus Melle bedient den öffentlichen Personennahverkehr der Stadt Melle im Landkreis Osnabrück. Die heute flächenmäßig drittgrößte Stadt Niedersachsens (254 km², rund 46.500 Einwohner, 183 Einwohner je km²) ist 1972 aus dem Zusammenschluss des ehemaligen Landkreises Melle zu einer selbständigen Gemeinde entstanden.
Das Stadtbussystem besteht aus sechs im Stundentakt bedienten Stadtlinien, von denen drei teilweise als Regionalbus weitergeführt sind und die umliegenden Gemeinden Bissendorf bzw. Bad Rothenfelde bedienen. Die bis Osnabrück verkehrende Linie 381 übernimmt werktags durchgehend im Stundentakt die Aufgaben einer Regionalbuslinie. Das Netz ist sternförmig um einen zentralen Busbahnhof (ZOB) angeordnet („Meller Stern“). Der ZOB dient für alle Linien als Umsteige- und Endpunkt. Nur einige Fahrten des Schülerverkehrs fahren ab dem ZOB weitere Ziele an. Betreiber ist die Conrad Schrage GmbH & Co. KG in Gemeinschaft mit der Weser-Ems Busverkehr GmbH.

## Geschichte

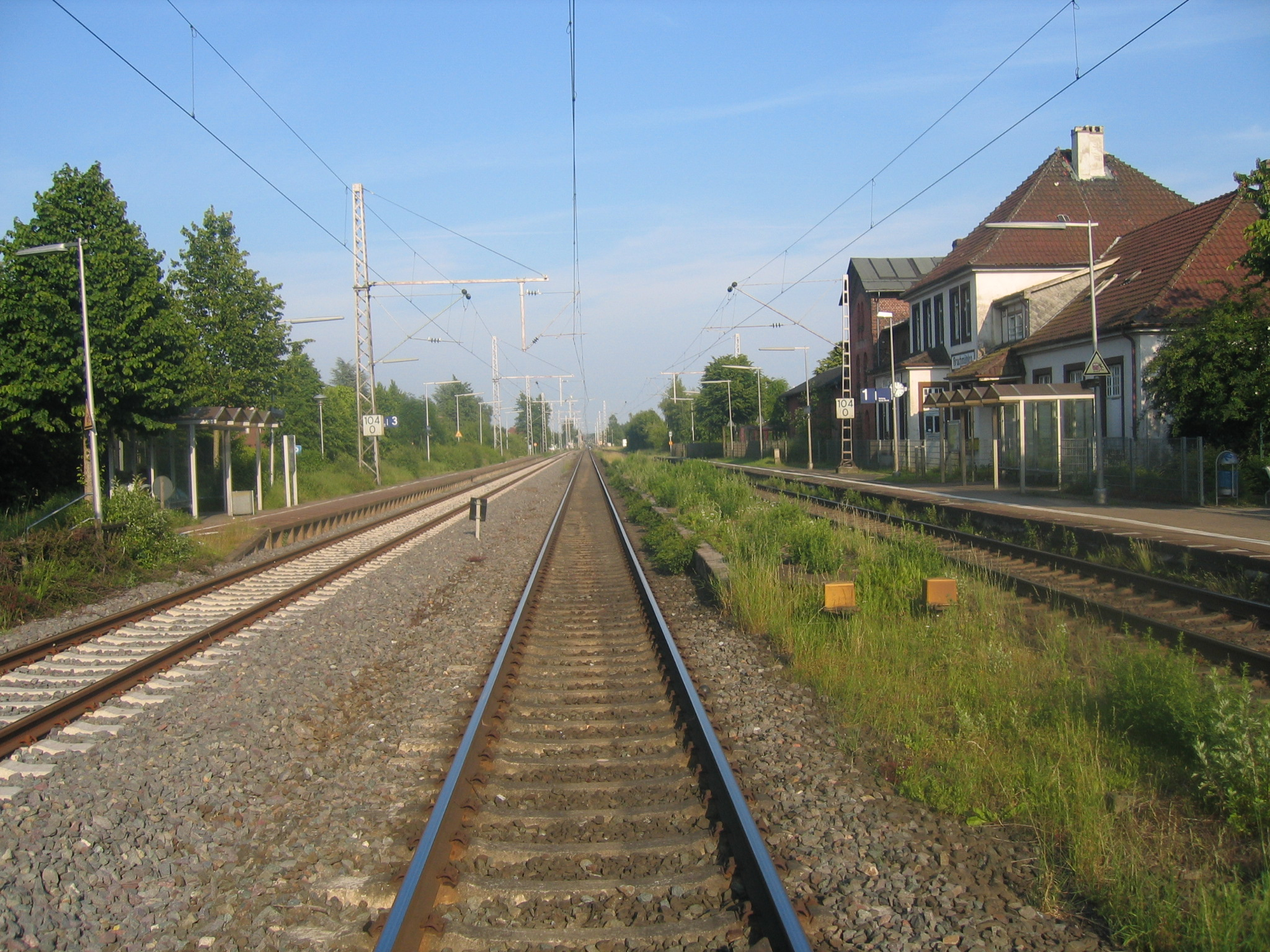
Haltepunkt Bruchmühlen

Melle ist seit 1855 durch die Bahnstrecke Löhne–Rheine an das Bahnnetz angebunden. Im Zuge der Eingemeindungen von 1972 kamen weitere Haltepunkte dieser Strecke zum Stadtgebiet: Westerhausen und Bruchmühlen. Damit sind wichtige Stadtteile durch eine Bahnverbindung miteinander verbunden. Ein Überlandbusnetz entwickelte sich u. a. in Richtung Osnabrück, Bielefeld und Bad Essen. Die nicht vertakteten Linien begannen und endeten am Bahnhof Melle.
Ende der 1990er Jahre wurde die Verkehrsgemeinschaft Osnabrück (VOS) mit dem Ziel einer Integration und durchgehenden Vertaktung besonders des Stadt- und Regionalbusverkehrs in Osnabrück gegründet. Auch Melle wurde in das Konzept („Osnabrücker Modell“) einbezogen und erhielt 1998 das heute bestehende moderne Stadtbusnetz mit zwei Regionalbusverbindungen nach Osnabrück. Die Linie 381 – als „81“ in das Osnabrücker Stadtnetz integriert – verkehrt täglich im Stundentakt über Bissendorf zum Neumarkt in Osnabrück. Zahlreiche Buslinien für den Berufs- und Schülerverkehr blieben bestehen und verbinden bis heute zusätzlich die Stadtteile und Ortslagen miteinander. Die Buslinien ab Neuenkirchen erhielten für Grundschulkinder zur Linienkennung neben den Nummern zusätzlich Tierbilder.
Für das Stadtbussystem wurde in etwa 800 m Entfernung vom Bahnhof und am Rande des Stadtzentrums (damals „auf der grünen Wiese“) ein neuer Bustreffpunkt errichtet. Erst knapp 10 Jahre später haben sich hier Geschäfte – u. a. ein Lebensmittel-Discounter und ein  Elektronikfachmarkt – angesiedelt. Die bisher durchgehende Buslinie nach Bielefeld wurde in Neuenkirchen gebrochen, auch ein durchgehender Tarif bestand (und besteht) damit nicht mehr.
Das Stadtnetz entstand in mehreren Schritten; Bruchmühlen wurde als letzter Bereich angeschlossen. Zunächst verkehrten die Busse teilweise im 30-Minuten-Takt, die Nachfragesituation machte nach wenigen Jahren jedoch eine Anpassung auf einen durchgehenden Stundentakt erforderlich. Auch der Wochenendbetrieb wurde eingeschränkt. Eingesetzt wurden und werden ausschließlich reguläre Stadtbusse. Als letzter Schritt entstand der NachtBus Melle mit Anschluss an die Linie N381 von/nach Osnabrück.
Durch die Einrichtung der Linie Melle–Bad Rothenfelde (vormals von Kettler's Reisedienst GmbH Bad Rothenfelde betrieben) entstand im Anschluss an das Stadtnetz eine dritte Regionalverbindung. Die Linie 309 verkehrt etwa seit 2008 mit einigen Fahrten durchgehend die Strecke Melle–Wellingholzhausen–Dissen–Bad Rothenfelde. Hier wurde auch ein Sonntagsbetrieb (Freizeitlinie) eingeführt.
In St. Annen wurde 2010 ein moderner Bussteig errichtet. Dadurch verbesserte sich die Umsteigesituation zur ostwestfälischen Linie 59 Bielefeld–Spenge-Wallenbrück–St. Annen–Neuenkirchen. Bei geringem Fahrtangebot dieser Linie können direkte Anschlüsse jedoch auch damit nicht gewährleistet werden.

## Aktuelles Angebot
Stand August 2010
- 381: ZOB – Gesmold (– Bissendorf – Osnabrück)
- 304: ZOB – Eicken-Bruche – Bahnhof Bruchmühlen – Bruchmühlen, Schule
- 305: ZOB – Oldendorf – Westerhausen (– Bissendorf-Wissingen – Jeggen → Anschlusslinie nach Osnabrück)
- 306: ZOB – Bahnhof – Eicken-Bruche – Buer
- 307: ZOB – Gerden – Riemsloh – St. Annen – Neuenkirchen Schulzentrum
- 309: ZOB – Sondermühlen – Wellingholzhausen (– Bad Rothenfelde)

Am ZOB sind direkte Anschlüsse zu allen Linien gewährleistet (Rendezvous-System). Bei Verspätungen erfolgt eine Information über Anschlussbedarfe per Funk. Teilweise gibt es Abweichungen vom Stundentakt und besonders sonnabends bestehen auf einigen Linien Taktausdünnungen (Zwei-Stunden-Takt). Der Stadtbusbetrieb endet montags bis freitags zwischen 17 und etwa 19 Uhr, sonnabends zwischen 12 und 14 Uhr. Die Linien 381 und 309 (nur in Fahrtrichtung Wellingholzhausen) verkehren montags bis freitags bis gegen 21 Uhr, die Linie 381 sonnabends bis gegen 18 Uhr. In den Nächten von Sonnabend auf Sonntag wird auf allen sechs Linien gegen 20 Uhr ein Nachtverkehr zum Sondertarif angeboten.
Sonntags werden alle Stadtteile mindestens durch ein Grundangebot bedient. Für Bruchmühlen und Oldendorf/Westerhausen besteht dafür das stündliche Zugangebot der Wiehengebirgs-Bahn. Gesmold und Wellingholzhausen können mit je drei Buspaaren erreicht werden, Buer und Neuenkirchen mit jeweils zwei Fahrtpaaren. Als Freizeitlinie verkehrt die Linie 309 mit zwei Fahrten weiter bis Bad Rothenfelde.
Der Bahnhof Melle wird nur in den Schulferien durchgehend im Stundentakt von der Linie 306 bedient. An Schultagen dient bei einigen Fahrten die etwa 200 m entfernte Haltestelle Bismarckstraße als Umsteigepunkt. Hier halten auch die Busse der Linien 304 und 305.
Linie 381 verkehrt teilweise durchgehend bis Wellingholzhausen (als Linie 309), in Osnabrück verkehrt sie größtenteils als Linie 581 weiter in Richtung Pye–Wallenhorst. Dadurch sind ohne Umsteigen zusätzliche Ziele in Melle und im Innenstadtbereich von Osnabrück bzw. auch darüber hinaus erreichbar.

## Tarife
Melle gehört zur Verkehrsgemeinschaft Osnabrück (VOS). Der VOS-Tarif ist in allen Bussen im Landkreis Osnabrück und im Stadtnetz Osnabrück/Belm gültig. Das Stadtgebiet ist in sieben Tarifgebiete und fünf Preisstufen unterteilt.